# Boulevard Shaul HaMelech
Le boulevard Shaul HaMelech (hébreu: שדרות שאול המלך, Sderot Sha'ul HaMelech) est une voie publique de la ville de Tel Aviv, en Israël.

## Situation et accès
Elle relie la route 481 et la route Namir à l'est à la rue Ibn Gabirol à l'ouest.